# Skákavka mechová
Skákavka mechová (Neon reticulatus) je široce rozšířený druh pavouka z čeledi skákavkovití.

## Popis
Jeden z nejmenších druhů skákavek v České republice. Samice dorůstají délky asi 2–3,2 mm, samci 2–2,5 mm. Zadeček je světlý, obvykle žlutošedý nebo šedý s tmavým centrálním proužkem vepředu a světlými skobovitými linkami uprostřed. Hlavohruď je hnědá až žlutohnědá, vepředu tmavší, téměř černá. Zadeček i hlavohruď jsou jemně světle ochlupené. Nohy jsou světlé s tmavým kroužkováním, první pár je u samců černě skvrnitý. Od blízce příbuzné skákavky mokřadní (Neon valentulus) se odlišuje celkovým světlejším zbarvením.

## Rozšíření a výskyt
Jedná se o holarktický druh s výskytem v Severní Americe, Evropě a Asii od Evropy až po Japonsko. V České republice hojný. Vyskytuje se v lesích od nížin do hor, obvykle v mechu, listí a detritu. Častý také na otevřených vlhkých stanovištích, na rašeliništích a na vlhkých loukách. Dospělce lze nejčastěji nalézt od března do srpna.